# Петър Михалчев
Петър Иванов Михалчев е български професионален шеф готвач и ресторантьор. От 2015 г. до 2021 г. е част от журито на българската версия на MasterChef. Сертифициран е от правителството на Япония като „посланик на добра воля на японската кухня“.

## Биография
Роден е през 1973 година в София. От 1993 г. започва работа в различни български ресторанти. През 1996 г. става шеф готвач във френски ресторант.
През 2002 г. започва работа като главен готвач в Малта. Там той показва уникален стил на готвене, комбинирайки балканска, френска и средиземноморска кухня. През 2008 г. Петър заминава за Токио, където се обучава за суши майстор. През 2011 г. открива първия японски ресторант в България – Miyabi.